# Béla Tóth (Fußballtrainer)

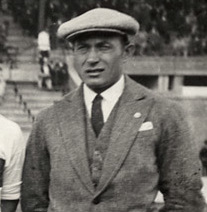
Béla Tóth (1928)

Béla Tóth war ein ungarischer Fußballtrainer, der von 1927 bis 1932 die türkische Nationalmannschaft trainierte.

## Karriere
Sein Debüt als Trainer gab Tóth im Juni 1927 in zwei Spielen gegen Bulgarien, die mit einem 3:3-Unentschieden und einem 3:1-Sieg endeten. Unter seiner Leitung nahm die Türkei an den Olympischen Sommerspielen 1928 teil. Nach einer Serie von vier aufeinanderfolgenden Niederlagen wurde Tóth am 17. April 1932 entlassen. Insgesamt absolvierte er mit der türkischen Nationalmannschaft acht Spiele, von denen zwei gewonnen, eines unentschieden endete und fünf verloren wurden; dabei erzielte das Team 14 Tore und kassierte 25 Gegentore.